# Hard Rock (Arizona)
Hard Rock è un census-designated place (CDP) della contea di Navajo, Arizona, Stati Uniti. La popolazione era di 94 abitanti al censimento del 2010.

## Geografia fisica
Secondo l'Ufficio del censimento degli Stati Uniti, ha una superficie totale di 5,92 mi² (15,33 km²).

## Società

### Evoluzione demografica
Secondo il censimento del 2010, la popolazione era di 94 abitanti.

### Etnie e minoranze straniere
Secondo il censimento del 2010, la composizione etnica del CDP era formata dall'1,1% di bianchi, lo 0,0% di afroamericani, il 90,4% di nativi americani, il 3,2% di asiatici, lo 0,0% di oceaniani, lo 0,0% di altre razze, e il 5,3% di due o più razze. Ispanici o latinos di qualunque razza erano il 12,8% della popolazione.